# Garderegiment Fuseliers Prinses Irene
Het Garderegiment Fuseliers Prinses Irene  is een infanterieregiment binnen de Koninklijke Landmacht. Het regiment is het moederregiment van de Rotterdamsche Studenten Schietvereniging "De Schutterij", de Rotterdamse studentenweerbaarheid.

## Prinses Irene Brigade
Het Garderegiment Fuseliers Prinses Irene is de opvolger van de Prinses Irene Brigade (1941-1945). Deze werd in januari 1941 opgericht in Engeland met Nederlandse militairen en andere Nederlanders die naar Engeland hadden weten te ontkomen. De brigade had een eigen kamp in Wolverhampton, waar zij verbleven en trainden. In augustus 1944 vertrok de Prinses Irene Brigade naar Normandië; zij voerden daar en in België militaire acties uit. Op 20 september 1944 trok de Brigade de grens naar Nederland over. Ook daar voerden zij strijd, onder andere om Tilburg. De winter van 1944-1945 zat de Brigade op Walcheren en Noord-Beveland. In april 1945 voerden zij strijd bij Hedel in Noord-Brabant. Op 5 mei trok de Irene Brigade naar Wageningen en op 8 mei reed de Brigade een bevrijdingsroute Utrecht-Woerden-Alphen a/d Rijn-Leiden-Den Haag. 

## Na de oorlog: nieuw regiment
Het einde van de oorlog betekende ook het einde van de Prinses Irene Brigade, en dus werd de brigade eind december 1945 opgeheven. Het vaandel, onderscheiden met de Militaire Willems-Orde, werd ingeleverd. Maar prins Bernhard zei die dag: "Rond uw vaandel zal een nieuw regiment gevormd worden". In 1947 werd het vaandel uitgereikt aan het nieuw-opgerichte Garderegiment Prinses Irene opdat tradities zouden voortleven. 
Dit regiment startte op 15 april 1946 als Infanterie-Regiment Prinses Irene. Dat werd op 1 juni 1948 voortgezet als het Garderegiment Prinses Irene. Op 12 maart 1952 werd de term Fuseliers aan de naam toegevoegd.
Nadat Meint van Lienden, de laatste Ireneman in actieve dienst, in augustus 1979 de dienst had verlaten, werd in 1982 besloten het koord voor de Landmacht te behouden en werd het overgedragen aan de Fuseliers van het Garderegiment. Alle militairen die zijn ingedeeld bij 17 Pantserinfanteriebataljon dragen sindsdien het koord.

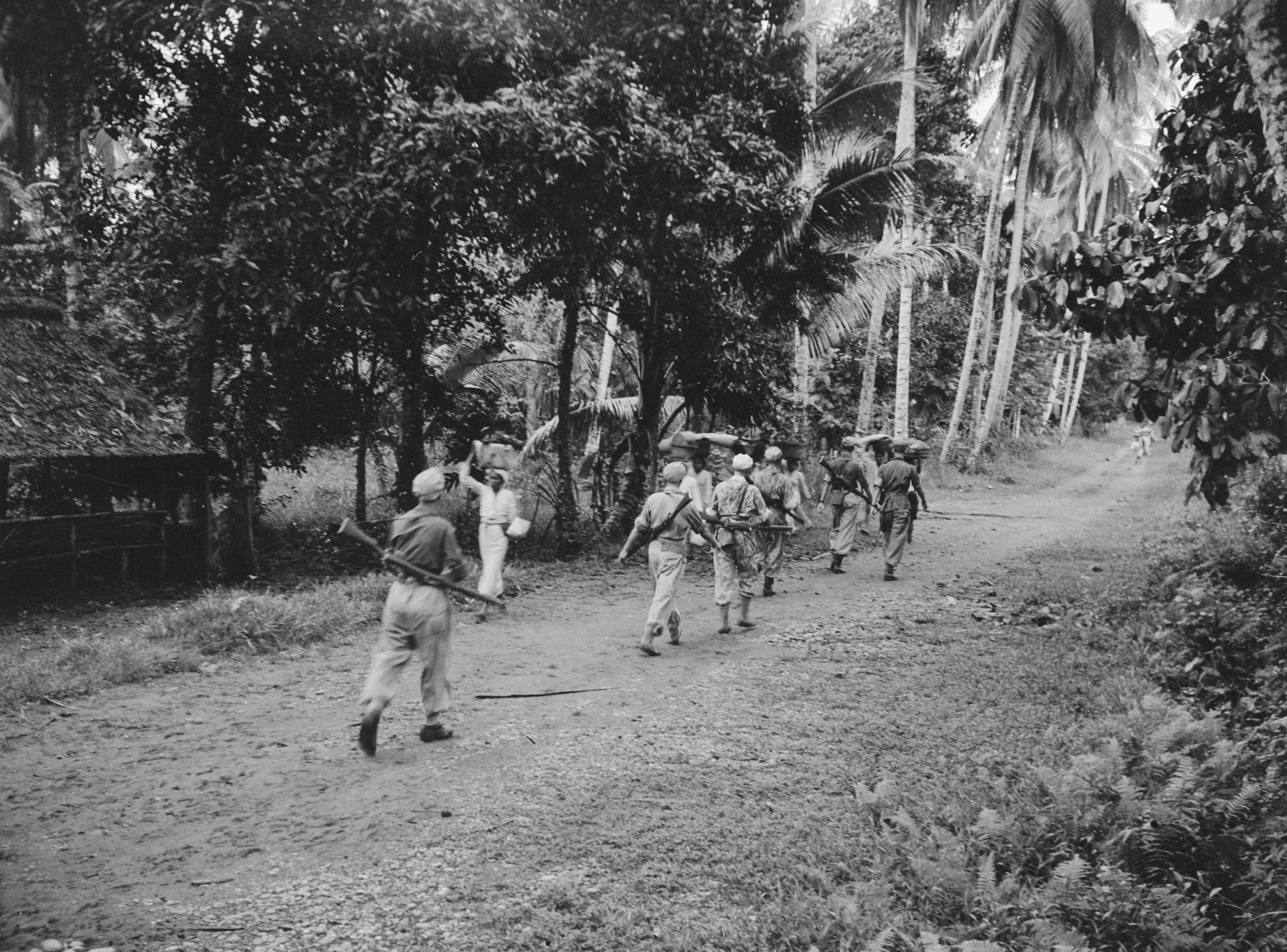
Op patrouille in Indonesië (1948)

Onder de naam Prinses Irene hebben militairen van de Koninklijke Landmacht deelgenomen aan de campagnes in het voormalig Nederlands Indie en Nieuw-Guinea (vijf bataljons van het Regiment), en in recentere tijden aan de NAVO missies op de Balkan (IFOR), SFOR en KFOR), de VN missie op Cyprus (UNFICYP) en de NAVO missies in Irak (SFIR) en Afghanistan (ISAF).
De huidige regimentscommandant is luitenant-kolonel Niels Verhoef.

## Het vaandel
In 1965 verkeerde het vaandel in dusdanig slechte staat dat er een tweede vaandel werd gemaakt. Dit vaandel was kleiner, maar ging toch vroegtijdig kapot tijdens een herdenking in Normandië in 1974. Het beschadigde vaandel werd in 2004 vervangen door het huidige vaandel. Daaraan is het Ridderkruis 4de klasse in de Militaire Willems-Orde gehecht. Het vaandel mag de volgende opschriften voeren:
ST. COME - 1944 

PONT AUDEMER - 1944 

BEERINGEN - 1944 

TILBURG - 1944 

HEDEL - 1945 

WEST-JAVA - 1946-1949 

OOST-JAVA - 1947-1949 

DERAFSHAN 2007 

## Tradities
Het Garderegiment Fuseliers Prinses Irene heeft sinds 1948 een ceremonieel tenue. Het bestaat uit een rode (scharlaken) jas met gardelissen op de mouwomslagen, een donderblauwe broek en een kurken helmhoed. Verwijzingen naar de artillerie-, cavalerie-, genie- en marinierseenheden zijn in het ceremonieel tenue aangebracht: de geelmetalen wapenknopen op de mouwomslagen verwijzen naar artillerie, genie en infanterie, de kolbakrozetten op de helmhoed verwijzen naar de cavalerie en de piek op het hoofddeksel verwijst naar de mariniers. De vijfpuntige ster op de helmhoed verbeeldt de invasiester die in 1944-1945 op alle geallieerde voertuigen te zien was. 
Het regiment kent geen inspectiemars, maar wel een defileermars: de Mars van de Prinses Irene Brigade.

## Fotogalerij

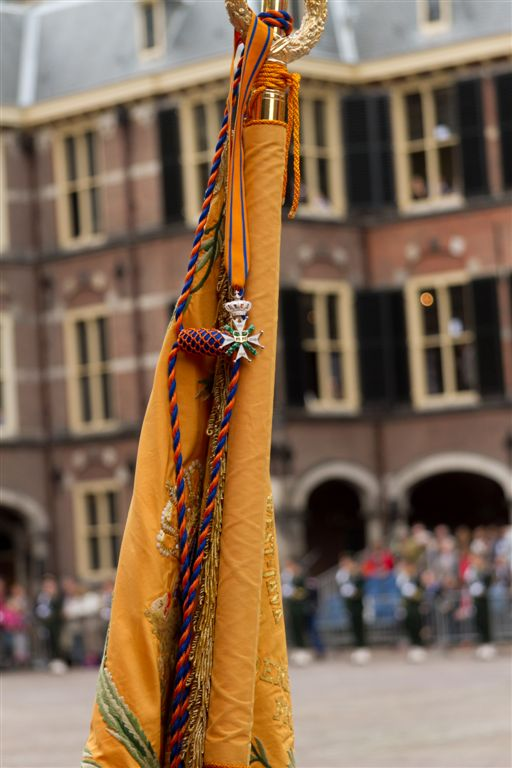
MWO aan het vaandel
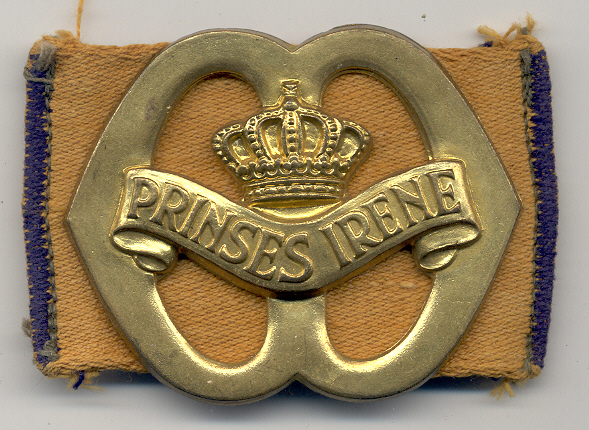
Baretembleem van het Garde Regiment 'Prinses Irene', 1ste model 1947
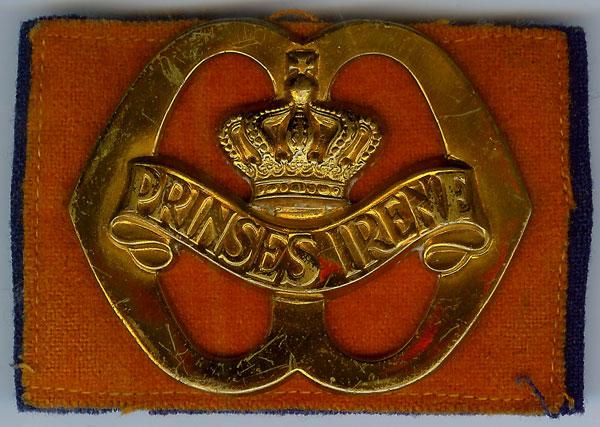
Baretembleem van het Garde Regiment 'Prinses Irene', hedendaags model
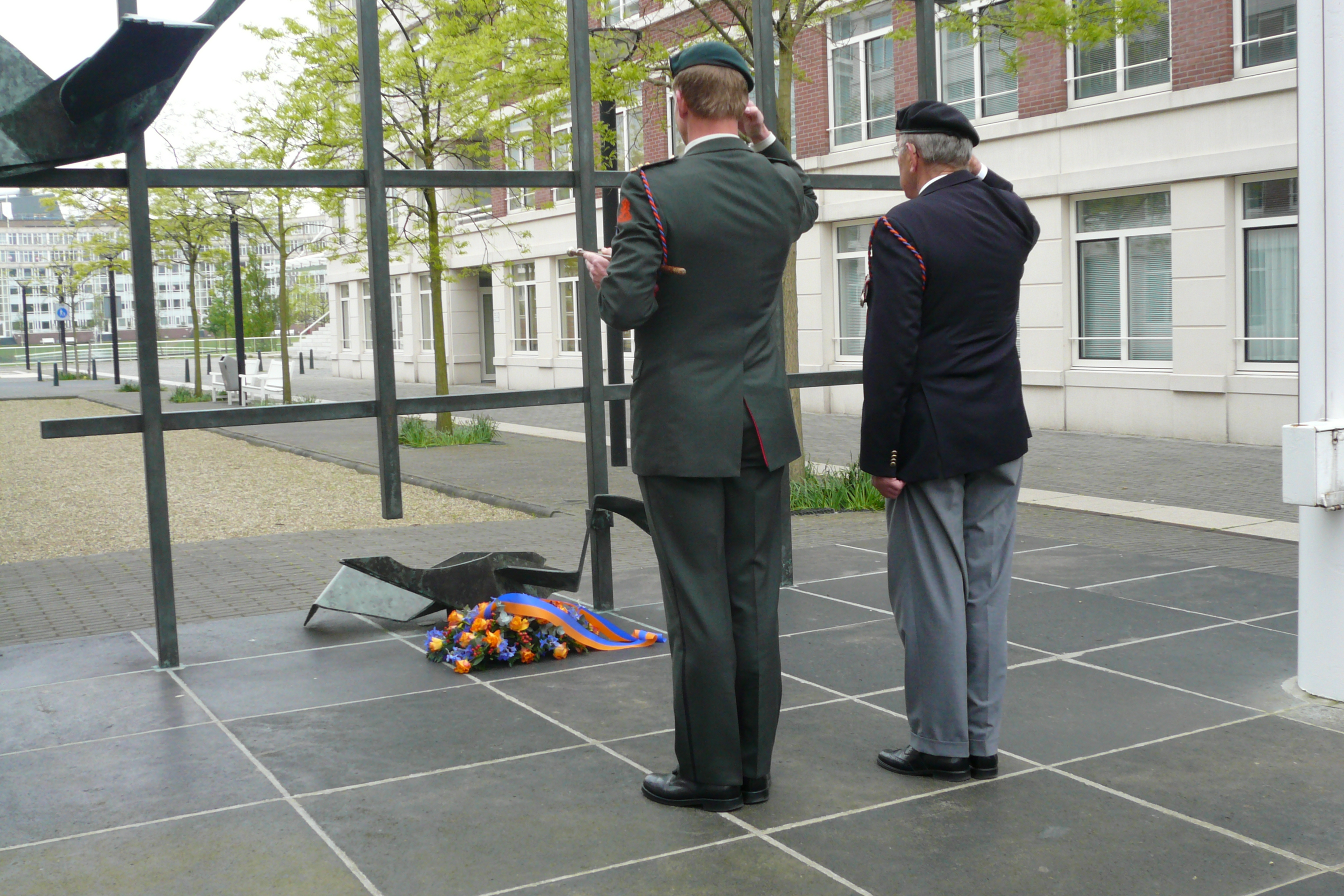
Herdenking bij het Irenemonument op het Burgemeester De Monchyplein, 8 mei 2010
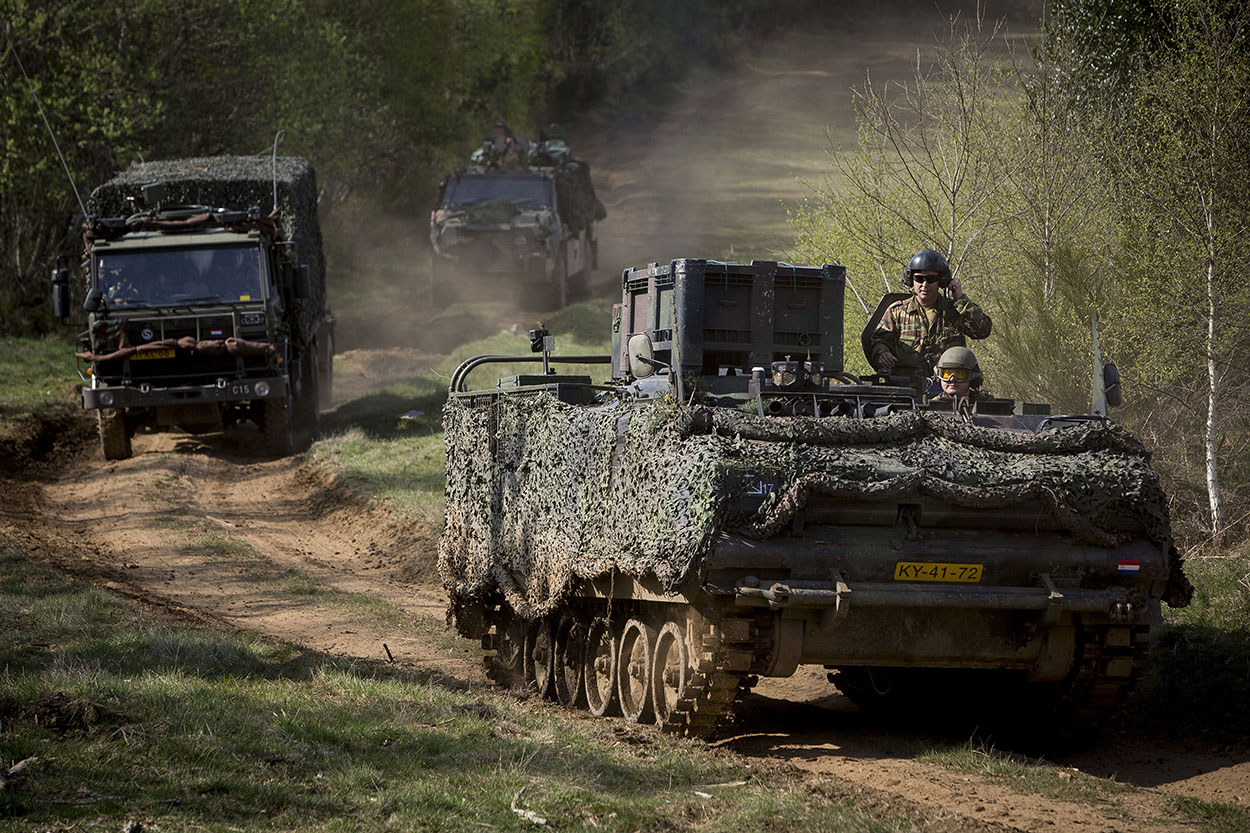
Oefening in La Courtine (2015)